# Zemmouri
Zemmouri (em árabe: زموري) é uma cidade e comuna localizada na província de Boumerdès, Argélia. Segundo o censo de 2008, a população total da cidade era de 26 408 habitantes.